# Hospital de Fuenlabrada
Hospital de Fuenlabrada – stacja metra w Madrycie, na linii 12. Znajduje się w Fuenlabrada i zlokalizowana jest pomiędzy stacjami Loranca i Parque Europa. Została otwarta 11 kwietnia 2003 roku.